# Li Ning
Li Ning (en chino, 李宁; pinyin, Lǐ Níng; Liuzhou, Guangxi, 8 de septiembre de 1963) es un gimnasta y empresario chino.
Ganó 6 medallas durante los Juegos Olímpicos de Los Ángeles 1984, incluyendo 3 medallas de oro, 2 de plata y un bronce. En 1982 había ganado seis de las siete medallas entregadas en la Copa Mundial de la especialidad, tras lo cual ganó el título de "Príncipe de la gimnasia".
En 1988 se retiró de las competiciones y en 1990 fundó la empresa de accesorios deportivos Li Ning Company Limited, de la cual aún es su principal director. En 2000 fue incluido en el Salón Internacional de la Fama de la Gimnasia, el primero de su país en ser incorporado.
Fue el encargado de encender el Pebetero Olímpico en los Juegos Olímpicos de Pekín 2008.

## Biografía

### Antecedentes y primeros años
Li Ning comenzó la gimnasia a una edad temprana, uniéndose al deporte cuando era niño. Su inicio temprano le proporcionó una base sólida en las habilidades y técnicas fundamentales necesarias para un rendimiento de élite. Esta exposición temprana le ayudó a desarrollar una comprensión profunda del deporte y sus exigencias.
Las experiencias de la infancia y juventud de Li Ning fueron fundamentales para moldear su mentalidad y competitividad. Su participación temprana en la gimnasia, el entorno familiar de apoyo y el entrenamiento estructurado ayudaron a desarrollar sus habilidades físicas y ética de trabajo. Las experiencias de competencia y la superación de desafíos construyeron su fortaleza mental y espíritu competitivo. Estos años formativos sentaron una base sólida para su éxito futuro, permitiéndole convertirse en uno de los gimnastas más celebrados de la historia.
La familia de Li Ning desempeñó un papel importante en su desarrollo temprano. Su padre, en particular, apoyó su pasión por la gimnasia. Un entorno familiar de apoyo puede mejorar la motivación y la confianza de un atleta, ya que proporciona respaldo emocional y práctico durante años formativos cruciales.
El régimen de entrenamiento de Li Ning desde una edad temprana fue altamente estructurado y riguroso. Esta exposición temprana y consistente al entrenamiento disciplinado inculcó una sólida ética de trabajo, resiliencia y una comprensión de la dedicación necesaria para sobresalir en la gimnasia.
Desarrollo mental y psicológico.
Desde una edad temprana, Li Ning cultivó el desarrollo de un espíritu competitivo al estar  expuesto a entornos competitivos a través de competiciones locales y nacionales. Estas experiencias fueron fundamentales para desarrollar su espíritu competitivo y fortaleza mental. Competir con frecuencia le ayudó a aprender a manejar la presión y los contratiempos, rasgos cruciales para un atleta exitoso.
Li Ning enfrentó numerosos desafíos y obstáculos durante su juventud, incluyendo lesiones y competencia intensa. Su capacidad para superar estos desafíos le ayudó a construir resiliencia y perseverancia. Aprender a lidiar con la adversidad desde una edad temprana contribuyó a su fortaleza mental y capacidad para rendir bajo presión.
Creciendo en China durante una época de creciente interés en la gimnasia, Li Ning tuvo modelos a seguir y héroes en el deporte que lo inspiraron. Observar y aspirar a los logros de otros le ayudó a establecer metas altas y lo motivó a buscar la excelencia.
Experiencias clave y eventos formativos. Los primeros éxitos de Li Ning en competiciones nacionales le brindaron reconocimiento y validación, reforzando su creencia en sus habilidades. Lograr éxito a una edad temprana aumentó su confianza y consolidó su compromiso con el deporte. Bajo la guía de entrenadores y mentores experimentados, Li Ning recibió entrenamiento y retroalimentación experta. La mentoría que recibió le ayudó a refinar sus técnicas y estrategias, contribuyendo a su crecimiento como gimnasta de élite.
Creciendo en China, Li Ning fue parte de una cultura que valora altamente la disciplina y el logro en los deportes. El énfasis societal en el éxito y la excelencia en la gimnasia le proporcionó un marco motivacional sólido y una ventaja competitiva.

### Competencia
Li Ning se unió al equipo de gimnasia de la Región Autónoma de Guangxi Zhuang en 1971 y fue seleccionado para el equipo nacional de gimnasia de China en 1980.
En el VI Campeonato Mundial de Gimnasia en 1982, ganó seis medallas de oro en all-around individual, ejercicio de piso, caballo con arcos, anillas, salto, barra horizontal y bronce en barras paralelasde los 7 concursos masculinos, produciendo un resultado sin precedentes en la historia de la gimnasia mundial. Por ello fue conocido como el "Príncipe de la Gimnasia".
En su carrera gimnástica de 17 años, Li Ning ganó 14 campeonatos mundiales y 106 medallas de oro en competencias de gimnasia en China y en el extranjero. Muchos gimnastas lo consideran el gimnasta masculino más hábil y el gimnasta masculino más perfecto que jamás hayan visto. Sus movimientos originales incluyen: "Colgando de la parte posterior de los anillos y luego balanceándose hacia el soporte en ángulo recto", "Los anillos se sostienen y luego se dan la vuelta y luego se cuelgan para formar un soporte", "El caballo con arcos se cruza 90 grados, luego el anillo único se para boca abajo y cae para formar un soporte" y "Barras paralelas". ", "Revestimiento de cruce en el caballo con arcos" y "Revestimiento en las barras paralelas".
En los Juegos Olímpicos de Los Ángeles de 1984, Li Ning ganó tres oros, dos platas y un bronce, lo que lo convirtió en el atleta con más medallas en los Juegos Olímpicos. Sin embargo, en los Juegos Olímpicos de Seúl cuatro años después, debido a la falta de éxito en la gimnasia nacional china, Li Ning, que se había retirado previamente, tuvo que jugar con una lesión.

### Después de la gimnasia

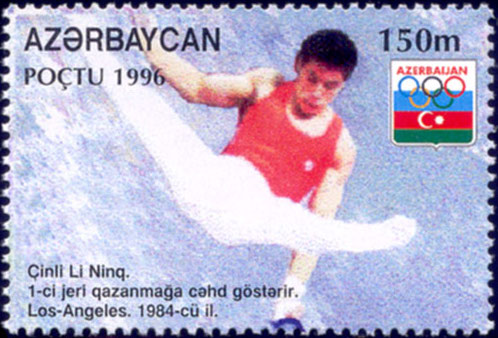
Li Ning en un sello de Azerbaiyán de 1996.

Li se retiró de la competición deportiva en 1988, y en 1990 fundó Li-Ning Company Limited, que vende calzado y ropa deportiva en China.  Li sigue siendo presidente del consejo de administración de la empresa. Según la lista de ricos de China de 2014 de Hurun Report, tiene una fortuna estimada en 5.000 millones de RMB, lo que le convierte en la 407ª persona más rica de China.
Li ingresó en el Salón Internacional de la Fama de la Gimnasia en el año 2000, convirtiéndose en el primer chino en ingresar en él.
Li Ning se graduó de la Facultad de Derecho de la Universidad de Pekín en 2002, y en el mismo año fue a la Escuela de Administración de Guanghua de la Universidad de Pekín para estudiar una maestría en administración de empresas para ejecutivos. La Universidad de Loughborough y la Universidad Politécnica de Hong Kong otorgaron doctorados honorarios a Li Ning en 2001 y 2008 respectivamente. En 2010, la Universidad de Ciencia y Tecnología de Hong Kong le otorgó un cargo académico honorario.
En los Juegos Olímpicos de Verano de 2008 en Pekín, Li Ning encendió el pebetero en la ceremonia de apertura tras ser izado en el aire con cables y hacer la mímica de correr alrededor del borde de la cubierta del estadio.
En 2017, se erigió una estatua en su honor a orillas del lago Lemán en Montreux.

## Atributos físicos y mentales
Li Ning, a menudo conocido como el "Príncipe de la Gimnasia", es un ejemplo de cómo una combinación de atributos físicos y mentales puede elevar a una persona al estatus de atleta de clase mundial. El éxito de Li Ning como gimnasta de clase mundial fue el resultado de una combinación armoniosa de habilidades físicas superiores y atributos mentales fuertes. Su destreza física, incluyendo flexibilidad, fuerza y coordinación, se complementó con su fortaleza mental, enfoque y resiliencia. Juntas, estas cualidades le permitieron desempeñarse a los niveles más altos y lograr un éxito notable en la gimnasia.
* Características físicas
La gimnasia exige una flexibilidad y agilidad excepcionales. Li Ning exhibió un rango de movimiento notable, lo que le permitió ejecutar rutinas complejas con precisión. Su flexibilidad le ayudó a realizar movimientos y posturas intrincadas con gracia. A pesar de la apariencia a menudo delicada de los gimnastas, poseen una gran fuerza. La resistencia muscular y la potencia de Li Ning fueron cruciales para ejecutar habilidades de alta dificultad en aparatos como las anillas y el caballito. La gimnasia requiere un nivel extraordinario de coordinación y equilibrio. La capacidad de Li Ning para mantener el equilibrio mientras realizaba rutinas intrincadas fue clave para su éxito, permitiéndole lograr una ejecución impecable.
Las exigencias físicas intensas de la gimnasia requieren no solo potencia explosiva, sino también resistencia y la capacidad de recuperarse rápidamente. La condición física de Li Ning le permitió soportar entrenamientos rigurosos y desempeñarse de manera consistente a un alto nivel.
* Características mentales
Los gimnastas deben mantener una intensa concentración durante sus rutinas. La capacidad de Li Ning para concentrarse bajo presión le ayudó a ejecutar habilidades complejas de manera impecable, a menudo en competiciones de alto riesgo. Convertirse en un atleta de clase mundial requiere una inmensa dedicación y perseverancia. El compromiso de Li Ning con el entrenamiento riguroso, su disposición a superar desafíos físicos y mentales, y su búsqueda incansable de la excelencia y ética de trabajo fueron cruciales para sus logros.
La capacidad de recuperarse de contratiempos y rendir bajo presión es vital para los atletas. Li Ning demostró resiliencia al superar lesiones y contratiempos, mantener una actitud positiva y continuar desempeñándose a un nivel de élite. Un fuerte impulso competitivo y el deseo de ser el mejor son esenciales para los atletas de élite. La pasión de Li Ning por la gimnasia y su deseo de ganar lo impulsaron a superar límites y establecer nuevos estándares en el deporte.
Las rutinas de gimnasia a menudo requieren ajustes rápidos, pensamiento estratégico, adaptabilidad y planificación estratégica para mostrar las fortalezas del atleta. La capacidad de Li Ning para adaptar sus rutinas y estrategias según las condiciones de la competición y su propio rendimiento fue una ventaja significativa. Muchos atletas de élite utilizan técnicas de visualización para mejorar el rendimiento. Li Ning probablemente empleó la imagen mental para ensayar rutinas, visualizar actuaciones exitosas y construir confianza.

## Iniciativas de acción social
Li Ning, fundó la conocida marca china de ropa deportiva "Li Ning", a través de ella Li Ning está involucrado en diversas iniciativas de acción social, especialmente en los ámbitos de la educación, el desarrollo juvenil y la promoción de la responsabilidad social. A través de sus esfuerzos de responsabilidad social corporativa (RSC), la empresa se enfoca en crear impactos positivos en la sociedad. 
- Desarrollo Juvenil y Promoción del Deporte

Li Ning ha estado involucrada en la promoción del deporte, particularmente entre los jóvenes, para fomentar la salud física y el desarrollo personal. La empresa ha colaborado con escuelas, asociaciones deportivas y comunidades locales para alentar a niños y jóvenes a participar en actividades físicas, brindándoles acceso a eventos deportivos y recursos. Al hacer que el deporte sea más accesible, Li Ning contribuye al desarrollo de la próxima generación de atletas y personas conscientes de la salud.
- Educación y Becas

Li Ning ha apoyado iniciativas educativas, particularmente a través de asociaciones con instituciones y organizaciones que otorgan becas a jóvenes atletas y estudiantes talentosos. Estas becas permiten que jóvenes de entornos desfavorecidos reciban educación y formación, mientras persiguen carreras deportivas. Esta inversión en la educación destaca el compromiso de Li Ning con la movilidad social y la excelencia académica.
- Sostenibilidad Ambiental

Li Ning ha tomado medidas para integrar la sostenibilidad en su modelo de negocio, reconociendo la importancia de la responsabilidad ambiental. La empresa ha trabajado para reducir su huella de carbono utilizando materiales ecológicos en sus productos y empaques. Además, Li Ning ha participado en campañas de concienciación ambiental, colaborando con ONG y otras organizaciones que se centran en temas de sostenibilidad.
- Alianzas Caritativas

Li Ning ha establecido asociaciones con diversas organizaciones benéficas, ayudando a proporcionar asistencia a comunidades necesitadas, particularmente en regiones afectadas por desastres naturales o desafíos económicos. Esto incluye donaciones directas, esfuerzos de recaudación de fondos y apoyo a iniciativas que mejoran el bienestar de grupos marginados. Las acciones caritativas de la empresa reflejan sus objetivos más amplios de responsabilidad social, buscando retribuir a la sociedad y promover el bien social.
- Iniciativas de Responsabilidad Social Corporativa

Los esfuerzos de RSC de Li Ning a menudo implican asociaciones con organizaciones no gubernamentales (ONG) y grupos comunitarios. Por ejemplo, ha apoyado iniciativas relacionadas con la salud pública, incluidos programas que promueven la concienciación sobre la salud mental y el deporte como forma de rehabilitación. A través de tales asociaciones, Li Ning amplía su impacto más allá de las actividades comerciales, contribuyendo a causas sociales y al bienestar comunitario.
- Fundación Li Ning

La Fundación Li Ning es una extensión del trabajo de responsabilidad social de la empresa, con un enfoque en mejorar la educación y apoyar a las comunidades desfavorecidas. La fundación financia diversos proyectos educativos y becas, y apoya programas destinados a promover la participación en el deporte entre los jóvenes. Sus iniciativas se centran particularmente en mejorar los resultados educativos de los estudiantes en áreas rurales y menos desarrolladas.
- Compromiso de los Empleados y Voluntariado

Li Ning fomenta que sus empleados se involucren en trabajos voluntarios y apoyen causas sociales. La empresa ofrece oportunidades para que el personal participe en proyectos de construcción comunitaria, ya sea participando en eventos benéficos locales o brindando tiempo y recursos a causas que se alinean con los valores sociales de la empresa. Este compromiso de los empleados refuerza la relación de la empresa con la comunidad local y ayuda a fomentar una cultura de responsabilidad corporativa.

## Vida personal
Li está casado con Chen Yongyan, una gimnasta que ganó un bronce olímpico en los Juegos Olímpicos de Los Ángeles 1984.